# Kristina Liščević
Kristina Liščević (n. 20 octombrie 1989, la Sombor) este o handbalistă sârbă care joacă pe postul de centru pentru clubul HC Dunărea Brăila și pentru echipa națională a Serbiei.

## Palmares
Cu echipe de club
- Liga Campionilor:
  - Sfertfinalistă: 2020
  - Optimi de finală: 2021
  - Grupe principale: 2012, 2015
  - Grupe: 2014
  - Calificări: 2011, 2012

- Cupa Cupelor:
  - Optimi: 2012, 2016

- Liga Europeană:
  - Locul IV (Turneul Final Four): 2024
  - Sfertfinalistă: 2022

- Cupa EHF:
  -  Finalistă: 2013, 2019
  - Optimi: 2011

- Campionatul Macedoniei de Nord:
  -  Câștigătoare: 2011

- Campionatul Franței:
  -  Câștigătoare: 2013, 2014
  -  Medalie de bronz: 2012, 2015

- Cupa Franței:
  -  Câștigătoare: 2013, 2015
  - Semifinalistă: 2012

- Cupa Ligii Franței:
  -  Câștigătoare: 2014
  - Semifinalistă: 2015

- Campionatul Danemarcei:
  -  Câștigătoare: 2019

- Cupa Danemarcei:
  -  Câștigătoare: 2017
  -  Medalie de bronz: 2018

- Liga Națională:
  -  Medalie de bronz: 2021

- Cupa României:
  -  Câștigătoare: 2020
  -  Finalistă: 2024
  -  Medalie de bronz: 2023

- Supercupa României:
  -  Câștigătoare: 2020
  -  Finalistă: 2019
  -  Medalie de bronz: 2023

Cu echipa națională
- Campionatul Mondial:
  -  Medalie de argint: 2013

## Distincții individuale
- MVP la Trofeul Carpați: 2011[12]
- Cea mai promițătoare speranță din Liga Campionilor EHF: 2012[1]
- Cel mai bun centru și cea mai bună handbalistă din campionatul Franței: 2013[13]

## Viața personală
Kristina este sora fotbalistului sârb Zlatko Liščević.